# 弗雷姆嶺
弗雷姆嶺（英語：Frame Ridge）是南極洲的一座山嶺，位於維多利亞地的斯科特海岸，處於布朗半島中部一个小湖北边。它是一道规模比较小，笔直的山脊。它一直延申到塔夫海崖。
由新西蘭南極名稱諮詢委員會命名，現時由南極條約體系管理。它是以一名古生物学家命名的。亚烈科·O·弗雷姆曾于1964年到1965年间参加新西兰地理勘探局和惠灵顿维多利亚大学联合组织的维多利亚大学南极洲远征来到过此地。

## 外部連結
. . United States Geological Survey.   [2012-04-05].
- Frame Ridge （页面存档备份，存于） auf geographic.org (englisch)

78°5′S 165°26′E / 78.083°S 165.433°E